# Sista vinden från Kap Horn
Sista vinden från Kap Horn är en svensk-finländsk TV-film från 1991 i regi av Agneta Fagerström-Olsson. I rollerna ses bland andra Soli Labbart, Anna-Lena Hemström och Lars Göran Persson.

## Rollista
- Soli Labbart – Fanny
- Anna-Lena Hemström – Susanne
- Lars Göran Persson – Henry
- Fredrik Ådén – Fredrik
- Katarina Olsson – Ritva
- Krister Henriksson – redaktionschefen
- Anneli Martini – journalisten
- Claire Wikholm – hemtjänsten
- Ann Petrén – Fredriks mamma
- Rolf Skoglund – Fredriks pappa

## Om filmen
Sista vinden från Kap Horn producerades av Madeleine Sundgren för Sveriges Television och  Yleisradio. Manus skrevs av Gunilla Linn Persson och Mikael Wahlberg och filmen fotades av John O. Olsson. Filmen klipptes av Louise Brattberg och premiärvisades den 28 april 1991 i Sverige. Brattberg belönades 1992 med filmpriset Sfinxen för sina insatser.